# Sinagoga de La Ghriba
La Sinagoga de la Ghriba (en hebreu: בית הכנסת אלגריבה) és un temple jueu al centre de l'illa de Djerba, al sud de Tunísia. És una de les principals senyes d'identitat dels jueus de Djerba, una de les comunitats jueves del món àrab. La sinagoga és el punt de trobada d'un pelegrinatge anual, durant la festa jueva de Lag Baomer, que reuneix diversos milers de pelegrins. També és un dels principals atractius turístics de Djerba. La seva fama prové de moltes tradicions i creences que posen l'accent en la seva antiguitat i en el fet que suposadament conté les restes del Temple de Jerusalem. La Ghriba va reunir no només als membres de les comunitats locals, sinó també a jueus de la resta de Tunísia i la veïna Líbia. Tanmateix, a mitjans del segle xx, la majoria dels jueus que vivien en països àrabs van emigrar a França, Israel, i altres països. Igual que en altres sinagogues aïllades, situades fora de les ciutats, i objecte de peregrinació disperses pel Magrib, la Ghriba està situada en el camp, a poc més d'un quilòmetre del poble més proper, Hara Saghira (nom oficial modern: Er Riadh). Segons la tradició local, La Ghriba va ser fundada per sacerdots Cohen procedents de Jerusalem. El poble de Hara Saghira (en àrab: "petit barri") acull avui una comunitat jueva amb diversos centenars de persones.
L'11 d'abril de 2002, va tenir lloc un atemptat, suposadament dut a terme per Al-Qaida, un camió de transport de gas natural equipat amb explosius, va travessar les barreres de seguretat, el camió va explotar davant de la sinagoga, assassinant a 14 turistes alemanys, sis tunisians i un francès, trenta persones van resultar greument ferides.